# Cobunus australis
Cobunus australis är en stekelart som beskrevs av Heinrich 1934. Cobunus australis ingår i släktet Cobunus och familjen brokparasitsteklar. Inga underarter finns listade i Catalogue of Life.